# Оскар (имя)
О́скар и Оска́р — мужское личное имя древнегерманского происхождения. В английском языке имеет сокращения Ocky (Оки), Os (Ос), Ossy (Осси). Ударение падает на первый слог в англоязычных странах (пишется Oscar) и Скандинавии (Oskar), а также во многих испаноязычных странах (Óscar). Однако в России и на Кубе популярен вариант с ударением на второй слог.

## Этимология
По версии А. В. Суперанской первая часть имени Os является именем древнегерманского божества, а второй компонент от gar «копьё». А. И. Рыбакин возводит к германскому Ansgar и древнеанглийскому Osgar с тем же значением. Само английское имя Oscar исходит от древнеанглийского Osgar, в готском anses/ansis «боги» и gar «копьё, дротик».
В старом шведском это слово также означало «божье копьё». В связи с этим существует альтернативное предположение, что оно может быть получено из древнескандинавского родственного слова «Ásgeirr» (само личное имя состоит из элементов, означающих «бог» и «копье»).

## Распространение
Это имя было популяризировано в XVIII веке шотландским поэтом Джеймсом Макферсоном, создателем «оссианской поэзии». В ирландских легендах Оскар был сыном Оссиана. Сегодня это имя ассоциируется со Скандинавией, потому что Наполеон был поклонником работ Макферсона и дал это имя своему крестнику Жозефу Бернадоту, который позже стал именоваться Оскаром I, королём Швеции. Вследствие этого, в то время многих шведов стали называть именем Оскар, кроме того это имя было дано более чем полудюжине членов скандинавских королевских домов. Имя Оскар стало третьим по популярности именем для новорождённых Швеции в 2013 году, заняв 51-е место среди самых популярных мужских имён в Швеции.
Фамилия «Маккаскер» происходит от англизированной формы ирландского «Mac Oscair», как и англизированная фамилия «Косгрейв».